# Nati nel 1987/Dicembre
| Questa pagina contiene informazioni ricavate automaticamente dalle voci biografiche con l'ausilio del template Bio e di un bot. L'aggiornamento è periodico e automatico e ricostruisce completamente la pagina. Se manca una persona in questa lista, sei pregato di non aggiungerla, ma accertati piuttosto che la sua voce biografica contenga il template Bio e che i dati anagrafici siano correttamente compilati. Se il template Bio manca, inseriscilo tu stesso o, in alternativa, metti l'avviso {{tmp\|Bio}} che ne segnala la mancanza. Se i dati riportati sono sbagliati, correggi direttamente la voce biografica; le modifiche saranno visibili in questa lista entro pochi giorni. Per chiarimenti vedi il progetto biografie. La lista contiene solo le 436 persone che sono citate nell'enciclopedia e per le quali è stato implementato correttamente il template Bio. Pagina aggiornata al 26 lug 2025. |

- 1º dicembre - Giedrius Arlauskis, ex calciatore lituano
- 1º dicembre - Constantin Blaha, tuffatore austriaco
- 1º dicembre - James Broadhurst, ex rugbista a 15 neozelandese
- 1º dicembre - Daniel Cambronero, calciatore costaricano
- 1º dicembre - Simon Dawkins, ex calciatore giamaicano
- 1º dicembre - Geōrgios Delīzīsīs, ex calciatore greco
- 1º dicembre - Cornelia Gröschel, attrice tedesca
- 1º dicembre - Tabarie Henry, velocista americo-verginiano
- 1º dicembre - Vance Joy, cantautore australiano
- 1º dicembre - Giulia Leonardi, pallavolista italiana
- 1º dicembre - Curtis Millender, artista marziale misto statunitense
- 1º dicembre - Rogelio Naguil, calciatore uruguaiano
- 1º dicembre - Chris Neild, giocatore di football americano statunitense
- 1º dicembre - Marco André Rocha Pereira, calciatore portoghese
- 1º dicembre - Samer Saeed, calciatore iracheno
- 1º dicembre - Sarah Snook, attrice australiana
- 1º dicembre - Christer Youssef, ex calciatore svedese
- 2 dicembre - Jake Ballard, ex giocatore di football americano statunitense
- 2 dicembre - Andrea Brighenti, calciatore italiano
- 2 dicembre - Tim Broshog, pallavolista tedesco
- 2 dicembre - Kyle Casciaro, calciatore gibilterriano
- 2 dicembre - Jill Collymore, pallavolista statunitense
- 2 dicembre - Conor Eaton, pallavolista statunitense
- 2 dicembre - Nicolas Edet, ciclista su strada e ciclocrossista francese
- 2 dicembre - Chinyere Ibekwe, ex cestista statunitense
- 2 dicembre - Mari-Leen Kaselaan, cantante estone
- 2 dicembre - Fabian Klos, ex calciatore tedesco
- 2 dicembre - Teairra Marí, cantante statunitense
- 2 dicembre - Danijel Pantič, giocatore di calcio a 5 sloveno
- 2 dicembre - Isaac Promise, calciatore nigeriano († 2019)
- 2 dicembre - Dennis van Winden, ex ciclista su strada olandese
- 3 dicembre - Michael Angarano, attore statunitense
- 3 dicembre - Eric Barone, autore di videogiochi, compositore e musicista statunitense
- 3 dicembre - Antonio Breglia, regista e attore italiano
- 3 dicembre - Erik Grönwall, cantante svedese
- 3 dicembre - Dick Kooy, pallavolista olandese
- 3 dicembre - Phobay Kutu-Akoi, ex velocista liberiana
- 3 dicembre - Giōrgos Manousos, calciatore greco
- 3 dicembre - Ștefan Mardare, calciatore rumeno
- 3 dicembre - Adrienne Martelli, canottiera statunitense
- 3 dicembre - Sean McGrath, giocatore di football americano statunitense
- 3 dicembre - Chip Peterson, nuotatore statunitense
- 3 dicembre - Guillaume Rigal, pilota motociclistico francese
- 3 dicembre - Matt Rogers, ex cestista statunitense
- 3 dicembre - Alicia Sacramone, ex ginnasta statunitense
- 3 dicembre - Mats Solheim, ex calciatore norvegese
- 4 dicembre - Bruno Banani, slittinista tongano
- 4 dicembre - Mikheil Berishvili, cestista georgiano
- 4 dicembre - Orlando Brown, attore e comico statunitense
- 4 dicembre - Éverton Cardoso, giocatore di calcio a 5 brasiliano
- 4 dicembre - David Cotterill, ex calciatore gallese
- 4 dicembre - Dree Hemingway, modella e attrice statunitense
- 4 dicembre - Shōki Hirai, ex calciatore giapponese
- 4 dicembre - Grégoire Leprince-Ringuet, attore e regista francese
- 4 dicembre - Ruslan Poiseev, taekwondoka russo
- 4 dicembre - Gabriella Vico, ex pallavolista italiana
- 5 dicembre - Takuma Abe, ex calciatore giapponese
- 5 dicembre - Gimena Blanco, giocatrice di calcio a 5 e calciatrice argentina
- 5 dicembre - Ruud Boffin, ex calciatore belga
- 5 dicembre - Edin Cocalić, ex calciatore bosniaco
- 5 dicembre - Juan Felipe Alves Ribeiro, ex calciatore brasiliano
- 5 dicembre - Kyung Soo-jin, attrice sudcoreana
- 5 dicembre - Jo Leedham, ex cestista britannica
- 5 dicembre - Gabe Miller, giocatore di football americano statunitense
- 5 dicembre - Andreas Odbjerg, cantante danese
- 5 dicembre - A. J. Pollock, giocatore di baseball statunitense
- 6 dicembre - Nabyla Maan, cantante marocchina
- 6 dicembre - Rachel Atherton, mountain biker britannica
- 6 dicembre - Margot Bingham, attrice e cantante statunitense
- 6 dicembre - Luther Burrell, ex rugbista a 15 e rugbista a 13 britannico
- 6 dicembre - Jack De Sena, attore e doppiatore statunitense
- 6 dicembre - Rustam Gel'manov, arrampicatore russo
- 6 dicembre - Ol'ga Kapranova, ex ginnasta russa
- 6 dicembre - Jack Kennedy, pilota motociclistico irlandese
- 6 dicembre - José María Martín Bejarano-Serrano, ex calciatore spagnolo
- 6 dicembre - Jason Pearce, ex calciatore inglese
- 6 dicembre - Soun Makara, calciatore cambogiano
- 6 dicembre - Gaios Skordilīs, cestista greco
- 6 dicembre - Vanessa Veracruz, attrice pornografica statunitense
- 6 dicembre - Idara Victor, attrice statunitense
- 7 dicembre - ACH, wrestler statunitense
- 7 dicembre - Islén Carbonell, ex cestista cubana
- 7 dicembre - Aaron Carter, cantante, rapper e attore statunitense († 2022)
- 7 dicembre - Tanika Charles, cantautrice canadese
- 7 dicembre - Michael Chiesa, artista marziale misto statunitense
- 7 dicembre - Nicklas Danielsson, hockeista su ghiaccio svedese
- 7 dicembre - Tommi Huhtala, hockeista su ghiaccio finlandese
- 7 dicembre - Chance Myers, ex calciatore statunitense
- 7 dicembre - Phạm Lê Thảo Nguyễn, scacchista vietnamita
- 7 dicembre - Darryl Partin, ex cestista statunitense
- 7 dicembre - Joel Senior, ex calciatore giamaicano
- 8 dicembre - Craig Alcock, ex calciatore inglese
- 8 dicembre - Gökhan Alkan, attore turco
- 8 dicembre - Baek Ji-eun, ex cestista sudcoreana
- 8 dicembre - Marcelo Cardozo, calciatore argentino
- 8 dicembre - Elettra De Col, giocatrice di curling italiana
- 8 dicembre - Mehmet Hetemaj, ex calciatore finlandese
- 8 dicembre - Gregory Merson, giocatore di poker statunitense
- 8 dicembre - Michaël Pereira, ex calciatore francese
- 8 dicembre - Lauren Phillips, attrice pornografica statunitense
- 8 dicembre - Susanne Riesch, ex sciatrice alpina tedesca
- 8 dicembre - Sam Shields, giocatore di football americano statunitense
- 8 dicembre - Thiago Miracema, ex calciatore brasiliano
- 9 dicembre - Andre Akpan, ex calciatore statunitense
- 9 dicembre - Cenk Ahmet Alkılıç, calciatore turco
- 9 dicembre - Vladimir Brčkov, ex cestista macedone
- 9 dicembre - Ezequiel Filipetto, calciatore argentino
- 9 dicembre - Kōstantinos Giannoulīs, ex calciatore greco
- 9 dicembre - Uffie, cantante, rapper e produttrice discografica statunitense
- 9 dicembre - Gerald Henderson, ex cestista statunitense
- 9 dicembre - Aiborlang Khongjee, ex calciatore indiano
- 9 dicembre - Niels Marnegrave, ex cestista e allenatore di pallacanestro belga
- 9 dicembre - Miloš Milovanović, calciatore serbo
- 9 dicembre - Bokang Mothoana, calciatore lesothiano
- 9 dicembre - Hikaru Nakamura, scacchista statunitense
- 9 dicembre - Keri-Anne Payne, ex nuotatrice britannica
- 9 dicembre - Jeff Petry, hockeista su ghiaccio statunitense
- 9 dicembre - Polly Powrie, velista neozelandese
- 9 dicembre - Marco Iván Pérez, ex calciatore messicano
- 9 dicembre - Joshua Sasse, attore e produttore televisivo britannico
- 9 dicembre - Damjan Stojanovski, cestista macedone
- 9 dicembre - Vojdan Stojanovski, cestista macedone
- 9 dicembre - Ádám Szalai, ex calciatore ungherese
- 9 dicembre - Koolmorf Widesen, musicista italiano
- 9 dicembre - Adam Wilk, giocatore di baseball statunitense
- 9 dicembre - Alan da Silva Souza, ex calciatore brasiliano
- 10 dicembre - Alice Betto, triatleta italiana
- 10 dicembre - David Carter, giocatore di football americano statunitense
- 10 dicembre - Kenrick Ellis, giocatore di football americano giamaicano
- 10 dicembre - Federico Gerardi, calciatore italiano
- 10 dicembre - Sergio Henao, ciclista su strada colombiano
- 10 dicembre - Gonzalo Higuaín, ex calciatore argentino
- 10 dicembre - Maksim Manukyan, lottatore armeno
- 10 dicembre - Fernando Andrés Márquez, calciatore argentino
- 10 dicembre - Ali Sadiki, calciatore zimbabwese
- 10 dicembre - Jairo Sanchez, calciatore britannico
- 10 dicembre - Elisa Santoni, ex ginnasta italiana
- 10 dicembre - Calvin Smith, velocista statunitense
- 10 dicembre - Shade, rapper e doppiatore italiano
- 11 dicembre - Jonas Ahnelöv, hockeista su ghiaccio svedese
- 11 dicembre - Amir Ali Akbari, artista marziale misto e ex lottatore iraniano
- 11 dicembre - Armend Alimi, calciatore macedone
- 11 dicembre - Gabe Amo, politico statunitense
- 11 dicembre - Yero Bello, ex calciatore nigeriano
- 11 dicembre - Cengiz Bicer, calciatore liechtensteinese
- 11 dicembre - Markus Eggenhofer, ex saltatore con gli sci austriaco
- 11 dicembre - Natalia Gordienko, cantante e ballerina moldava
- 11 dicembre - Edi Danilo Guerra, ex calciatore guatemalteco
- 11 dicembre - Fabian Johnson, ex calciatore tedesco
- 11 dicembre - George Johnson, giocatore di football americano statunitense
- 11 dicembre - Gawain Jones, scacchista britannico
- 11 dicembre - Białas, rapper polacco
- 11 dicembre - Kim Ye-won, attrice e cantante sudcoreana
- 11 dicembre - Tornik'e Kipiani, cantante e compositore georgiano
- 11 dicembre - Vera Krasova, modella russa
- 11 dicembre - Patrick Matasi, calciatore keniota
- 11 dicembre - Alex Russell, attore australiano
- 11 dicembre - Olesja Rychljuk, pallavolista ucraina
- 11 dicembre - Peter Scholze, matematico tedesco
- 12 dicembre - Stephan Andrist, calciatore svizzero
- 12 dicembre - Cédric Baseya, ex calciatore francese
- 12 dicembre - Juan Manuel Cano, marciatore argentino
- 12 dicembre - Jorge Córdoba, calciatore argentino
- 12 dicembre - Calvin Kadi, ex calciatore sudafricano
- 12 dicembre - Almat Kebispayev, lottatore kazako
- 12 dicembre - Lao Lishi, tuffatrice cinese
- 12 dicembre - Adam Larsen Kwarasey, allenatore di calcio e ex calciatore norvegese
- 12 dicembre - Johana Ordóñez, marciatrice ecuadoriana
- 12 dicembre - Sibel Redžep, cantante macedone
- 12 dicembre - François Sakama, calciatore vanuatuano
- 12 dicembre - Andrés Elionai Sánchez, ex calciatore venezuelano
- 12 dicembre - Ronald Ketjijere, calciatore namibiano
- 12 dicembre - Kate Todd, attrice e cantante canadese
- 12 dicembre - James Washington, cestista statunitense
- 13 dicembre - Albert Adomah, calciatore inglese
- 13 dicembre - Jacopo Calatroni, doppiatore e direttore del doppiaggio italiano
- 13 dicembre - Billy Clarke, ex calciatore irlandese
- 13 dicembre - Daniele Cremonesi, nuotatore italiano
- 13 dicembre - Mutlu Demir, cestista turco
- 13 dicembre - Maodomalick Faye, ex calciatore senegalese
- 13 dicembre - James Holmes, criminale statunitense
- 13 dicembre - Thabo Matlaba, calciatore sudafricano
- 13 dicembre - Paulita Pappel, regista e sceneggiatrice spagnola
- 13 dicembre - Weverton Pereira da Silva, calciatore brasiliano
- 13 dicembre - Michael Socha, attore britannico
- 13 dicembre - Hendrik Tui, rugbista a 15 neozelandese
- 14 dicembre - Netsanet Achamo, ex maratoneta, ex siepista e ex mezzofondista etiope
- 14 dicembre - Rocco Barone, pallavolista italiano
- 14 dicembre - Jamie Bernadette, attrice statunitense
- 14 dicembre - Valeria Caracuta, pallavolista italiana
- 14 dicembre - Joseph Chipolina, calciatore gibilterriano
- 14 dicembre - Claude Dielna, ex calciatore francese
- 14 dicembre - Johannes Flum, allenatore di calcio e ex calciatore tedesco
- 14 dicembre - Alex Gaskarth, cantante e chitarrista britannico
- 14 dicembre - Kenneth Medwood, ex ostacolista beliziano
- 14 dicembre - Aletta Ocean, attrice pornografica ungherese
- 14 dicembre - Luka Perić, calciatore croato
- 14 dicembre - Ana Polvorosa, attrice spagnola
- 14 dicembre - Elisa Sednaoui, modella e attrice italiana
- 14 dicembre - Julia Smit, ex nuotatrice statunitense
- 14 dicembre - Myriam Somma, cantante e attrice italiana
- 14 dicembre - John Stanton, giocatore di football americano statunitense
- 14 dicembre - Markel Susaeta, ex calciatore spagnolo
- 14 dicembre - James Tynion IV, fumettista statunitense
- 14 dicembre - Wang Zheng, martellista cinese
- 15 dicembre - Thomas Baroukh, canottiere francese
- 15 dicembre - Lauren Boyle, ex nuotatrice neozelandese
- 15 dicembre - Ernesto Casañ, ex giocatore di calcio a 5 spagnolo
- 15 dicembre - Adam Danch, calciatore polacco
- 15 dicembre - Mikey Garcia, pugile statunitense
- 15 dicembre - Yōsuke Kashiwagi, ex calciatore giapponese
- 15 dicembre - Arsène Menessou, calciatore ivoriano
- 15 dicembre - Josh Norman, giocatore di football americano statunitense
- 15 dicembre - Salvatore Purpura, lottatore italiano
- 16 dicembre - Hayce Lemsi, rapper algerino
- 16 dicembre - Aday Benítez, ex calciatore spagnolo
- 16 dicembre - Jimmy Bermúdez, ex calciatore colombiano
- 16 dicembre - Hamza Bouras, velista algerino
- 16 dicembre - Mame Biram Diouf, calciatore senegalese
- 16 dicembre - Hallee Hirsh, attrice statunitense
- 16 dicembre - Hisako Kanemoto, doppiatrice giapponese
- 16 dicembre - Danijel Majkić, allenatore di calcio e ex calciatore bosniaco
- 16 dicembre - Alejandro Martinuccio, allenatore di calcio e ex calciatore argentino
- 16 dicembre - Marko Putinčanin, calciatore serbo
- 16 dicembre - Michele Scarpino, arbitro di calcio italiano
- 16 dicembre - Ekaterina Sergackova, giornalista e scrittrice russa
- 16 dicembre - Verdiana Verardi, ex tennista italiana
- 16 dicembre - Asako Ō, ex cestista cinese
- 17 dicembre - Marina Arzamasova, mezzofondista bielorussa
- 17 dicembre - Trip Lee, rapper statunitense
- 17 dicembre - Alessia Bigi, nuotatrice artistica italiana
- 17 dicembre - Raúl Campos, giocatore di calcio a 5 spagnolo
- 17 dicembre - Fabrizio Crestani, pilota automobilistico italiano
- 17 dicembre - Salif Dianda, calciatore ivoriano
- 17 dicembre - Jamal Jack, calciatore trinidadiano
- 17 dicembre - Shiloh Keo, giocatore di football americano statunitense
- 17 dicembre - Gauthier Klauss, canoista francese
- 17 dicembre - Emily Maguire, hockeista su prato britannica
- 17 dicembre - Chelsea Manning, attivista e ex militare statunitense
- 17 dicembre - Jeron Mastrud, giocatore di football americano statunitense
- 17 dicembre - Péter Módos, lottatore ungherese
- 17 dicembre - Andrej Parfenov, fondista russo
- 17 dicembre - Kevon Villaroel, ex calciatore trinidadiano
- 18 dicembre - Miki Andō, ex pattinatrice artistica su ghiaccio giapponese
- 18 dicembre - Ayaka, cantante giapponese
- 18 dicembre - Solomon Bozeman, ex cestista statunitense
- 18 dicembre - Dario Bürgler, hockeista su ghiaccio svizzero
- 18 dicembre - Robert Rian Dawson, musicista statunitense
- 18 dicembre - Deiveson Figueiredo, artista marziale misto brasiliano
- 18 dicembre - Yūki Furukawa, attore giapponese
- 18 dicembre - Daniel Kilgore, giocatore di football americano statunitense
- 18 dicembre - Ekaterina Lopes, ex tennista russa
- 18 dicembre - Dan Lydiate, rugbista a 15 britannico
- 18 dicembre - Piotr Nowakowski, pallavolista polacco
- 18 dicembre - Miguel Palanca, ex calciatore spagnolo
- 18 dicembre - Monika Potokar, pallavolista slovena
- 18 dicembre - Alberto Quintero Medina, calciatore panamense
- 18 dicembre - Saori Sakoda, ex pallavolista giapponese
- 18 dicembre - Ricardo Vilela, ciclista su strada portoghese
- 19 dicembre - Shūko Aoyama, tennista giapponese
- 19 dicembre - Karim Benzema, calciatore francese
- 19 dicembre - Idrissa Coulibaly, ex calciatore maliano
- 19 dicembre - Ronan Farrow, giornalista, attivista e politico statunitense
- 19 dicembre - Daniel Hackett, cestista italiano
- 19 dicembre - Lajos Hegedűs, ex calciatore ungherese
- 19 dicembre - Quentin Jakoba, ex calciatore olandese
- 19 dicembre - Mislav Leko, ex calciatore croato
- 19 dicembre - Gideão, ex calciatore brasiliano
- 19 dicembre - Aaron Renfree, cantante, attore e modello britannico
- 19 dicembre - İlhan Şen, attore e ex modello turco
- 20 dicembre - Matteo Busato, ex ciclista su strada italiano
- 20 dicembre - Revson Cordeiro dos Santos, ex calciatore brasiliano
- 20 dicembre - Nikola Dragović, cestista serbo
- 20 dicembre - Emmanuel Ekpo, ex calciatore nigeriano
- 20 dicembre - Malcolm Jenkins, giocatore di football americano statunitense
- 20 dicembre - Isalbet Juarez, velocista italiano
- 20 dicembre - Christian Muomaife, ex calciatore nigeriano
- 20 dicembre - Parvathy Omanakuttan, modella indiana
- 20 dicembre - Triyatno, sollevatore indonesiano
- 20 dicembre - Taliana Vargas, modella colombiana
- 20 dicembre - Michihiro Yasuda, ex calciatore giapponese
- 21 dicembre - Denis Alekseev, velocista russo
- 21 dicembre - Baron Batch, giocatore di football americano statunitense
- 21 dicembre - Tom Clarke, ex calciatore inglese
- 21 dicembre - Khris Davis, giocatore di baseball statunitense
- 21 dicembre - Barbara Fialho, supermodella brasiliana
- 21 dicembre - Ronan Finn, calciatore irlandese
- 21 dicembre - Isabella Lundgren, cantante svedese
- 21 dicembre - Kazuki Murakami, calciatore giapponese
- 21 dicembre - Cornel Predescu, ex calciatore rumeno
- 21 dicembre - Ingrid Schjelderup, calciatrice norvegese
- 21 dicembre - Rachel Shenton, attrice britannica
- 21 dicembre - Brad Tavares, artista marziale misto statunitense
- 21 dicembre - Lukas Thürauer, allenatore di calcio e ex calciatore austriaco
- 21 dicembre - Vincent Vanasch, hockeista su prato belga
- 22 dicembre - Alaa Abdul-Zahra, calciatore iracheno
- 22 dicembre - Osamu Adachi, attore giapponese
- 22 dicembre - Lisa Andreas, cantante inglese
- 22 dicembre - Daniel Bäckström, allenatore di calcio e ex calciatore svedese
- 22 dicembre - Roy Beerens, ex calciatore olandese
- 22 dicembre - Zach Britton, giocatore di baseball statunitense
- 22 dicembre - Nacho Cases, ex calciatore spagnolo
- 22 dicembre - Garfield Darien, ostacolista francese
- 22 dicembre - Antonio Di Martino, ex arbitro di calcio italiano
- 22 dicembre - Andrei Dukov, lottatore rumeno
- 22 dicembre - Everson Griffen, giocatore di football americano statunitense
- 22 dicembre - Agnieszka Gąsienica-Daniel, ex sciatrice alpina polacca
- 22 dicembre - Willy Komen, ex siepista e ex mezzofondista keniota
- 22 dicembre - Genesio Ludovisi, surfista italiano
- 22 dicembre - Éder, ex calciatore guineense
- 22 dicembre - Cecil Shorts, ex giocatore di football americano statunitense
- 23 dicembre - Mahmoud Abdeen, cestista giordano
- 23 dicembre - Axel Bäck, ex sciatore alpino svedese
- 23 dicembre - Tommaso Bellazzini, allenatore di calcio e ex calciatore italiano
- 23 dicembre - James Brewer, giocatore di football americano statunitense
- 23 dicembre - Ljuboŭ Čarkašyna, ex ginnasta bielorussa
- 23 dicembre - Martin Christensen, ex calciatore danese
- 23 dicembre - Óscar Fernández Monroy, ex calciatore messicano
- 23 dicembre - Owen Franks, rugbista a 15 neozelandese
- 23 dicembre - Shara Gillow, ex ciclista su strada australiana
- 23 dicembre - Rivaldo González, ex calciatore paraguaiano
- 23 dicembre - Daniela Götz, nuotatrice tedesca
- 23 dicembre - Ben Hansbrough, ex cestista statunitense
- 23 dicembre - Gazmend Husaj, pallavolista albanese
- 23 dicembre - Alek'sandr Karapetyan, calciatore armeno
- 23 dicembre - Madison Kennedy, nuotatrice statunitense
- 23 dicembre - Taťána Kuchařová, modella ceca
- 23 dicembre - Jori Lehterä, hockeista su ghiaccio finlandese
- 23 dicembre - Rob Lowery, cestista statunitense
- 23 dicembre - Tamara Radočaj, ex cestista serba
- 23 dicembre - Jordany Valdespin, giocatore di baseball dominicano
- 24 dicembre - Matías Cahais, calciatore argentino
- 24 dicembre - Alex Giorgetti, pallanuotista italiano
- 24 dicembre - Aaron Gwin, mountain biker statunitense
- 24 dicembre - Nicole Matteoni, politica italiana
- 24 dicembre - Bessam, calciatore mauritano
- 24 dicembre - Antonio Jesús Regal Angulo, calciatore spagnolo
- 24 dicembre - Thomas Zündel, calciatore austriaco
- 25 dicembre - Malika Akkaoui, mezzofondista marocchina
- 25 dicembre - Felizardo Ambrósio, cestista angolano
- 25 dicembre - Jahid Hasan Ameli, calciatore bangladese
- 25 dicembre - Krister Aunan, calciatore norvegese
- 25 dicembre - Mehmet Batdal, ex calciatore turco
- 25 dicembre - Svetlana Carukaeva, sollevatrice russa
- 25 dicembre - Nicola Chiaruzzi, calciatore sammarinese
- 25 dicembre - Patrick Deneen, sciatore freestyle statunitense
- 25 dicembre - Agustín Farías, calciatore argentino
- 25 dicembre - Eric Gehrig, ex calciatore statunitense
- 25 dicembre - Vítor Gomes, calciatore portoghese
- 25 dicembre - Ceyhun Gülselam, calciatore turco
- 25 dicembre - Kervin Johnson, calciatore honduregno
- 25 dicembre - Vít Jánov, ex biatleta ceco
- 25 dicembre - Julian Lage, chitarrista e compositore statunitense
- 25 dicembre - Sebastián Luna, calciatore argentino
- 25 dicembre - Ma Qinghua, pilota automobilistico cinese
- 25 dicembre - Daniel Mojsov, calciatore macedone
- 25 dicembre - Demaryius Thomas, giocatore di football americano statunitense († 2021)
- 26 dicembre - Amine Chermiti, ex calciatore tunisino
- 26 dicembre - Dagoberto Currimilla, ex calciatore cileno
- 26 dicembre - Mourtada Fall, calciatore senegalese
- 26 dicembre - Yll Hoxha, calciatore kosovaro
- 26 dicembre - Michail Kukuškin, tennista russo
- 26 dicembre - Alison Lacey, ex cestista e allenatrice di pallacanestro australiana
- 26 dicembre - Kyle Letheren, ex calciatore gallese
- 26 dicembre - Emmanuel Sarki, calciatore nigeriano
- 26 dicembre - Carmine Tundo, cantautore e musicista italiano
- 26 dicembre - Wallace Reis da Silva, calciatore brasiliano
- 27 dicembre - Andrea Arnaboldi, ex tennista italiano
- 27 dicembre - Nina Burger, calciatrice austriaca
- 27 dicembre - Lily Cole, attrice e modella inglese
- 27 dicembre - Andrew Leavine, wrestler statunitense
- 27 dicembre - Elle Logan, canottiera statunitense
- 27 dicembre - Adam Peraudo, ex sciatore alpino italiano
- 27 dicembre - Aldrick Rosas, giocatore di football americano statunitense
- 27 dicembre - Abner Trigueros, calciatore guatemalteco
- 27 dicembre - Manuel Tuzi, politico italiano
- 27 dicembre - Rowena Webster, pallanuotista australiana
- 27 dicembre - Greg Zuerlein, giocatore di football americano statunitense
- 28 dicembre - Fisayo Akinade, attore britannico
- 28 dicembre - Marlon Araújo, giocatore di calcio a 5 brasiliano
- 28 dicembre - Thomas Dekker, attore, cantante e regista statunitense
- 28 dicembre - Adam Gregory, attore e doppiatore statunitense
- 28 dicembre - Anthony McCoy, giocatore di football americano statunitense
- 28 dicembre - Amer Mubarak, calciatore emiratino
- 28 dicembre - João José Pereira, triatleta portoghese
- 28 dicembre - Sigurd Smehus Kringstad, arbitro di calcio norvegese
- 28 dicembre - Hannah Tointon, attrice britannica
- 28 dicembre - Uani Unga, giocatore di football americano statunitense
- 28 dicembre - Gorazd Zajc, ex calciatore sloveno
- 29 dicembre - João Pedro Azevedo Silva, ex calciatore portoghese
- 29 dicembre - Nadežda Bažina, tuffatrice russa
- 29 dicembre - Katie Blair, modella statunitense
- 29 dicembre - John Brayford, ex calciatore inglese
- 29 dicembre - Daan Breeuwsma, pattinatore di short track olandese
- 29 dicembre - Steve Davies, ex calciatore inglese
- 29 dicembre - Iain De Caestecker, attore scozzese
- 29 dicembre - Vanderley Dias Marinho, calciatore brasiliano
- 29 dicembre - Micol Di Segni, artista marziale mista e modella italiana
- 29 dicembre - Iva Grbas, ex cestista croata
- 29 dicembre - Daouda Kamilou, ex calciatore nigerino
- 29 dicembre - Mario Little, cestista statunitense
- 29 dicembre - Jennifer Pazmiño, modella ecuadoriana
- 29 dicembre - Emile Sinclair, ex calciatore inglese
- 29 dicembre - Lucas Trejo, calciatore argentino
- 29 dicembre - Sean Weatherspoon, giocatore di football americano statunitense
- 30 dicembre - Thomaz Bellucci, ex tennista brasiliano
- 30 dicembre - Jake Cuenca, attore filippino
- 30 dicembre - Davis Curiale, calciatore tedesco
- 30 dicembre - Dyanfres Douglas Chagas Matos, ex calciatore brasiliano
- 30 dicembre - Brenda Lodigiani, attrice, imitatrice e conduttrice televisiva italiana
- 30 dicembre - Jakub Nakládal, hockeista su ghiaccio ceco
- 30 dicembre - Jeanette Ottesen, ex nuotatrice danese
- 30 dicembre - Sara Ramadhani, maratoneta tanzaniana
- 30 dicembre - Tim Smyczek, ex tennista statunitense
- 31 dicembre - José Bokung, calciatore equatoguineano
- 31 dicembre - Korcan Çelikay, calciatore turco
- 31 dicembre - Javaris Crittenton, ex cestista statunitense
- 31 dicembre - Seydou Doumbia, ex calciatore ivoriano
- 31 dicembre - Fabricio Agosto Ramírez, calciatore spagnolo
- 31 dicembre - Ángel Fournier, canottiere cubano († 2023)
- 31 dicembre - Réginal Goreux, allenatore di calcio e ex calciatore haitiano
- 31 dicembre - Christer Gustafsson, ex calciatore svedese
- 31 dicembre - Danny Holla, ex calciatore olandese
- 31 dicembre - Ashley Houts, ex cestista statunitense
- 31 dicembre - Jan Ø. Jørgensen, giocatore di badminton danese
- 31 dicembre - Roland Lamah, ex calciatore ivoriano
- 31 dicembre - Émilie Le Pennec, ginnasta francese
- 31 dicembre - Yousef Masrahi, ex velocista saudita
- 31 dicembre - Luana Merli, calciatrice italiana
- 31 dicembre - Luca Morelli, pilota motociclistico italiano
- 31 dicembre - Nemanja Nikolić, ex calciatore serbo
- 31 dicembre - Jared Odrick, giocatore di football americano statunitense
- 31 dicembre - Stanislav Petkov, pallavolista bulgaro
- 31 dicembre - Steele Von Hoff, ex ciclista su strada australiano
- 31 dicembre - Susan Wokoma, attrice britannica
- 31 dicembre - Djavan da Silva Ferreira, calciatore brasiliano